# Annamyia
Annamyia is een vliegengeslacht uit de familie van de roofvliegen (Asilidae).

## Soorten
- A. maren Pritchard, 1941